# Eriopyga goniostigma
Eriopyga goniostigma är en fjärilsart som beskrevs av William Schaus 1903. Eriopyga goniostigma ingår i släktet Eriopyga och familjen nattflyn. Inga underarter finns listade i Catalogue of Life.